# BB Cream

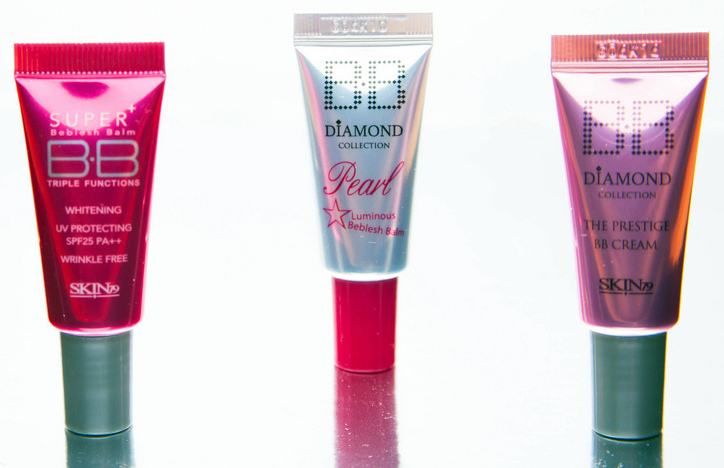
Alcuni flaconi di BB Cream.

La BB cream è un prodotto cosmetico. Il nome sta per blemish balm, blemish base o beblesh balm (a quanto pare, per una questione di copyright della parola "blemish" in Corea), in Occidente beauty balm. È un prodotto commercializzato principalmente in Asia e soprattutto in Corea, ma da qualche anno è presente anche sul mercato occidentale.
La BB cream viene venduta come crema per il viso in grado di fornire in un unico prodotto gli stessi benefici rappresentati da siero, crema idratante, fondotinta e crema solare.
Queste creme offrono una combinazione di idratazione, protezione solare e copertura leggera, rendendole particolarmente adatte per chi desidera un look naturale con una routine di bellezza semplificata. Oltre alla loro funzione estetica, molte BB Cream includono ingredienti per il trattamento della pelle, come antiossidanti e agenti anti-invecchiamento, confermandosi un alleato versatile sia nel make-up che nella skincare.

## Differenze con CC Cream e altri prodotti
Le BB Cream sono spesso confrontate con le CC Cream (Color Correcting Cream), che invece si concentrano maggiormente sulla correzione cromatica delle discromie, come rossori e macchie scure. Entrambe si distinguono dai fondotinta tradizionali per la loro texture leggera e per i benefici aggiuntivi in termini di skincare.

## Storia
La prima formulazione di quella che sarebbe stata poi chiamata BB Cream è stata sviluppata negli anni sessanta in Germania dalla dermatologa Christine Schrammek, che ha creato una crema protettiva da applicare alle pazienti che avevano subito operazioni chirurgiche.
Nel 1985 il prodotto fu lanciato in Corea del Sud e Giappone, dove uno dei principali dettami di bellezza femminile è la cura estrema della pelle. La BB Cream fu pubblicizzata come "il segreto delle attrici" e fu promossa da molte celebrità locali.
Al 2012 la BB Cream rappresenta circa il tredici per cento dell'intero mercato cosmetico coreano ed alcune aziende hanno iniziato a produrre anche la BB Cream per uomini.